# Hetaerina occisa
Hetaerina occisa là loài chuồn chuồn trong họ Calopterygidae. Loài này được Hagen in Selys mô tả khoa học đầu tiên năm 1853.

## Hình ảnh

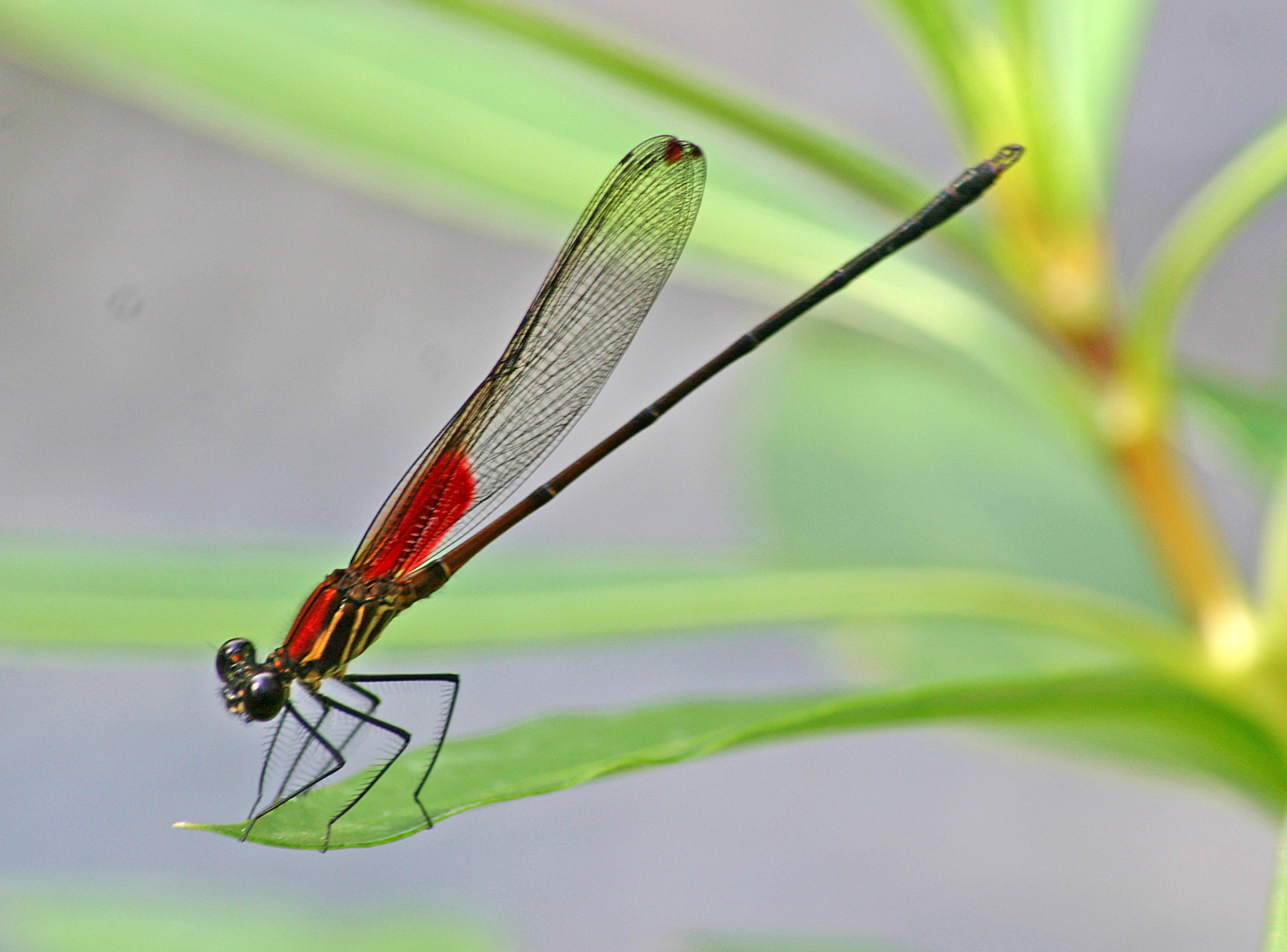